# 상상대결
《상상대결》는 대한민국 KBS에서 방영되었던 프로그램이다. 2010년 5월 13일에 첫 방송되었다가 2010년 10월 28일을 끝으로 폐지되었다.

## MC
- 서경석
- 노홍철